# Иванов, Анатолий Васильевич (трубач)
Анато́лий Васи́льевич Ивано́в (р. 14 августа 1947, Старый Оскол) — российский и советский трубач и музыкальный педагог, артист симфонического оркестра Саратовской областной филармонии, заслуженный артист Российской Федерации (1993). Профессор Саратовского областного колледжа искусств и Тамбовского музыкально-педагогического института по кафедре духовых и ударных инструментов.